# Crypturellus atrocapillus
Crypturellus atrocapillus е вид птица от семейство Тинамуви (Tinamidae). Видът е почти застрашен от изчезване.

## Разпространение
Видът е разпространен в Боливия, Бразилия и Перу.